# Tipula hyrcana
Tipula hyrcana är en tvåvingeart som beskrevs av Evgenyi Nikolayevich Savchenko 1973. Tipula hyrcana ingår i släktet Tipula och familjen storharkrankar.
Artens utbredningsområde är Azerbajdzjan. Inga underarter finns listade i Catalogue of Life.